# Птолемей VIII Фіскон
Птолемей VIII Евергет II (грец. Πτολεμαῖος Εὐεργέτης Φύσκων, 182 до н. е. — 26 червня 116 до н. е.) — цар Єгипту в 169 до н. е.— 163 до н. е., 145 до н. е.— 131 до н. е., 127 до н. е.— 116 до н. е.

## Життєпис

### Боротьба за владу
Походив з династії Птолемеїв. Син Птолемея V Епіфана, царя Єгипту, та Клеопатри I. Коли помер у 180 році батько був доволі малим. Знаходився під опікою матері до 176 року.
Його політичні амбіції проявилася під час чергової Сирійської війни. У 170 до н. е. цар Антіох IV Епіфан перемігши єгипетські війська у Палестині та Келесирії, вдерся до Єгипту. Брат Птолемея — цар Птолемей VI потрапив у полон до сирійців. У 169 році до н. е. Птолемея було оголошено царем мешканцями столиці Александрії. Після відходу Антіоха IV з Єгипту, владу в країні було поділено між Птолемеєм, що був в Александрії, та його братом Птолемеєм VI, який перебував у Мемфісі. Згодом їх сестра Клеопатра II замирила обох братів. З цього моменту брати та сестра стали співволодарями держави. Втім у 164 році до н. е. Птолемей захопив одноосібну владу. Перше його правління тривало до 163 року до н. е., коли римський сенат змусив Птолемея повернути владу братові, натомість він став царем Кіренаїни.
У 163–161 роках до н. е. Птолемей робив спроби за допомогою Риму отримати острів Кіпр. Попри дипломатичні підтримку римського сенату, Птолемей не отримав військової підтримки.
У 162–161 роках до н. е. йому довелося вести війну проти міст свого царства на чолі з Кіреної, які виступили проти тиранії, яких поставив у них цар. У 161 році до н. е. у вирішальній битві Птолемей здобув перемогу.
У 155 до н. е. він вступив у змову з намісником Кіпру, за допомоги якого у 154 році до н. е. намагався захопити острів, проте зазнав поразки від Птолемея VI, який також висадився на Кіпрі.
Після цієї невдачі Птолемей повернувся до Киренаїки, де намагався приборкати місцевих тубільців. Приблизно в цей час він склав заповіт, за яким у випадку його смерті Киренаїка заповідалася Риму. При цьому налагодив дружні стосунки з впливовими римськими політиками та військовиками.

### Володарювання
Втім у 145 роцідо н. е., після смерті брата, він отримав можливість стати царем Єгипту. Єгипетські посли з'явилися до Фіскона і запропонували йому царську владу над країною, а разом з тим руку вдови Філометора і його сестри Клеопатри ІІ. Цариця зовсім не бажала виходити заміж за людину, яка до того часу прославилась такою жорстокістю, що навіть його піддані тремтіли від жаху. Вона прагнула посадити на трон свого сина Птолемея VII Неоса і навіть за підтримки знатних єгиптян проголосила його царем. Проте Фіскон не збирався віддавати владу. Хлопчика він вбив прямо в обіймах матері в день шлюбу, після чого зійшов на шлюбне ложе. Ця смерть поклала початок кровопролитному правлінню. 
Це спричинило у 144 до н. е. заколот проти царя на чолі із військовиком Галестом, проте його було придушено. З огляду на те, що дії Галеста підтримували вчені, перш за все філософи, Птолемей VIII розв'язав проти них репресії. При цьому гоніння торкнулися усіх вчених — Музейон обозлюдив, директора Олександрійської бібліотеки Аристарха Самофракійського вигнано з країни й замінено на офіцера кінноти Сідаса. Все це завдало відчутного удару по розвитку науки та культури, Олександрія перестала бути науковим та літературним центром еллінського світу.
У 142 до н. е. цар прогнав Клеопатру ІІ, зґвалтувавши і взявши в дружини її дочку — Клеопатру ІІІ, яка виявила політичні амбіції. В цьому вона увійшла у протистояння із своєю матір'ю.
У 139 до н. е. цар заручився підтримкою Публія Корнелія Сципіона Еміліана, що перебував тоді в Олександрії.
Зрештою, скориставшись невдоволенням населення, у 131 році до н. е. Клеопатра II скинула Птолемея VIII, який разом із дружиною-небогою Клеопатрою III вимушений був тікати до Кіпру. Щоб помститися, він у 130 році до н. е. вбив свого сина від Клеопатри II — Птолемея Мемфіта — розрізав на шматки й відправив як подарунок на день народження Клеопатрі II. У 129 році Птолемей висадився в Африці. Згодом до 128 року до н. е. захопив Фаюмську оазу, а у 127 до н. е. повалив владу Клеопатри II, яка втекла до Сирії. Тут вона збурила проти Птолемея VIII сирійського царя Деметрія II. Проти нього цар Єгипту відправив армію на чолі із Александром Забіною (родичем раніше вбитого сирійського царя Александра I Баласа). Забіна переміг Деметрія. Проте невдовзі він став зневажливо відноситись до Птолемея і був жорстоко покараний: нове військо на чолі з сином Деметрія, Антіохом VIII, вдерлося до Сирії, і син зайняв батьківський трон.
У підсумку у 124 до н. е. Птолемей VIII замирився із сестрою Клеопатрою II. Проте невдоволення серед населення Єгипту залишалося. Щоб відновити порядок 28 квітня 118 року до н. е. було оголошення широку амністію (окрім вбивць та святотатців).
Останні роки присвятив відновленню пошкоджених під час міжусобних війн храмів, займався розбудовою міст. Велику увагу приділяв покращенню фінансів, розширенню торгівлі. Було відправлено декілька експедицій до країни Офір на чолі з Евдоксом. було видано Збірку законів, які значно покращили правосуддя.
Помер цар Птолемей VIII 24 червня 116 року до н. е., залишивши заповіт, згідно з яким дозволяв своїй дружині Клеопатрі III самостійно обрати майбутнього царя з її синів.

## Родина
1. Дружина — Клеопатра ІІ
Діти:
- Птолемей Мемфіт (145–130 до н. е.)

2. Дружина — Клеопатра ІІІ
Діти:
- Птолемей Латір
- Птолемей Александр
- Клеопатра Трифена
- Клеопатра
- Клеопатра Селена

3. Наложниця — Ірина
Діти:
- Птолемей Апіон (д/н—96 до н. е.), цар Киренаїки